# 王铭铭
王銘銘（1962年—），福建省泉州市人。北京大学社会学系教授，曾任北大人类学研究所所长。
2003年，因其涉嫌抄袭哈维兰的著作而被撤职。王铭铭是中国较早因学术道德问题而受到处罚的学者。王铭铭也是1998年“门修斯”误译事件的当事人。
2004年恢复原来的职称与待遇至今。

## 相关链接
- 王铭铭主页（页面存档备份，存于）
- 王铭铭事件（页面存档备份，存于）
- 2002年北大教授王铭铭被指抄袭十万字（页面存档备份，存于）